# Microcos nervosa
Microcos nervosa är en malvaväxtart som först beskrevs av João de Loureiro, och fick sitt nu gällande namn av Shiu Ying Hu. Microcos nervosa ingår i släktet Microcos och familjen malvaväxter. Inga underarter finns listade i Catalogue of Life.